# Listă de localități din raionul Strășeni
Această listă conține satele și orașele din raionul Strășeni, Republica Moldova.
| Denumire     | oraș / centru de comună / sat |
| ------------ | ----------------------------- |
| Bucovăț      | oraș                          |
| Căpriana     | sat (comună)                  |
| Chirianca    | sat (comună)                  |
| Ciobanca     | sat în comuna Pănășești       |
| Codreanca    | centru de comună              |
| Cojușna      | sat (comună)                  |
| Dolna        | sat (comună)                  |
| Drăgușeni    | sat în comuna Rădeni          |
| Făgureni     | sat în Strășeni               |
| Gălești      | centru de comună              |
| Găleștii Noi | sat în comuna Gălești         |
| Ghelăuza     | centru de comună              |
| Gornoe       | sat în comuna Micăuți         |
| Greblești    | centru de comună              |
| Huzun        | sat în comuna Micleușeni      |
| Lozova       | centru de comună              |
| Lupa-Recea   | sat în comuna Codreanca       |
| Mărtinești   | sat în comuna Greblești       |
| Micăuți      | centru de comună              |
| Micleușeni   | centru de comună              |
| Negrești     | sat (comună)                  |
| Onești       | sat (comună)                  |
| Pănășești    | centru de comună              |
| Rassvet      | sat în Bucovăț                |
| Rădeni       | centru de comună              |
| Recea        | sat (comună)                  |
| Romănești    | sat (comună)                  |
| Roșcani      | sat (comună)                  |
| Saca         | sat în comuna Ghelăuza        |
| Scoreni      | sat (comună)                  |
| Sireți       | sat (comună)                  |
| Stejăreni    | sat în comuna Lozova          |
| Strășeni     | municipiu, reședință de raion |
| Tătărești    | sat (comună)                  |
| Țigănești    | sat (comună)                  |
| Voinova      | sat (comună)                  |
| Vorniceni    | sat (comună)                  |
| Zamciogi     | sat în comuna Rădeni          |
| Zubrești     | sat (comună)                  |